# Saunasaari (ö i Kajanaland, Kajana, lat 64,23, long 27,47)
Saunasaari är en ö i Finland. Den ligger i Ule träsk och i kommunen Kajana i den ekonomiska regionen  Kajana ekonomiska region  och landskapet Kajanaland, i den centrala delen av landet, 500 km norr om huvudstaden Helsingfors. Öns area är 6,8 hektar och dess största längd är 380 meter i sydöst-nordvästlig riktning.